# 1550-е годы
1550-е (ты́сяча пятьсо́т пятидеся́тые) го́ды по юлианскому календарю — промежуток времени с 1 января 1550 года по 31 декабря 1559 года, включающий 1550 год 5-го десятилетия   и с 1551 по 1559 годы    6-го десятилетия XVI века 2-го тысячелетия.  Они закончились 466 лет назад.

## Важнейшие события
- Судебник Ивана IV (1550). Стоглавый собор (1551). Взятие Казани (1552).
- Итальянская война (1551—1559)[1].
- Русско-шведская война (1554—1557). Астраханское ханство присоединено к России (1556). Ливонская война (1558—1583).
- Аугсбургский религиозный мир (1555) между лютеранами и католиками. Император Карл V отрёкся от престола передав Испанские и Нидерландские владения Филиппу II, в Священной Римской Империи императором стал Фердинанд I.
- Португальцы основали первое торговое поселение в Китае (1557; Макао). Китайское землетрясение (1556) унесло жизни около 830 000 человек.
- Началась «Елизаветинская эпоха» в Англии (1558—1603). Основана Московская компания (1555).
- Малая война в Венгрии (1529—1552). Турецко-персидская война (1514—1555). Завоевания Эфиопии и Эритреи позволили окончательно взять под контроль Красное море (1559).
- Португало-турецкие войны (1538—1557; 1558—1566) за господство в Индийском океане.

## Культура
- Лев Африканский (ок. 1488 — ок. 1554). «Об описании Африки и о примечательных вещах, которые там имеются» (1550).
- Сервет, Мигель (1511—1553). «Christianismi Restitutio[англ.]» (1553).
- Георгий Агрикола (1494—1555). «De Re Metallica[англ.]» (1556).
- Геснер, Конрад (1516—1565). «История животных» (1558).
- Индекс запрещённых книг папы Павла IV (1559).

## Родились

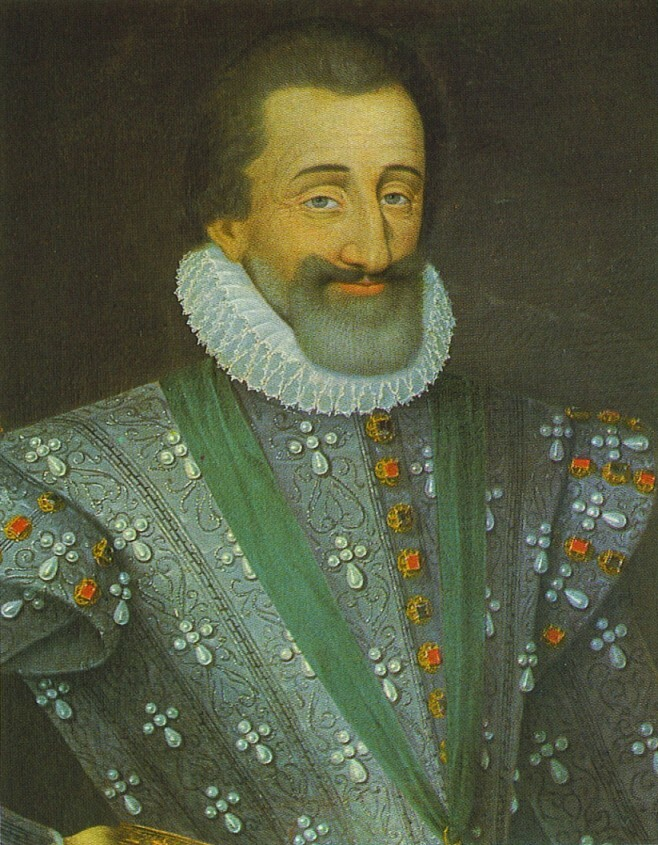
Французский король Генриха IV

- Баренц, Виллем — голландский мореплаватель и исследователь. Руководитель трёх арктических экспедиций, целью которых был поиск северного морского пути в Ост-Индию.
- Борис Годунов — боярин, шурин царя Фёдора I Иоанновича, в 1587—1598 фактический правитель государства, с 17 (27) февраля 1598 года — русский царь.
- Генрих III — король Франции с 30 мая 1574 года из династии Валуа, четвёртый сын Генриха II и Екатерины Медичи, герцог Ангулемский (1551—1574), герцог Орлеанский (1560—1574), герцог Анжуйский (1566—1574), герцог Бурбонский (1566—1574), герцог Овернский (1569—1574), король польский и великой князь литовский с 21 февраля 1573 года по 18 июня 1574 года.
- Генрих IV — лидер гугенотов в конце Религиозных войн во Франции, король Наварры с 1572 года (как Генрих III), король Франции с 1589 года (фактически — с 1594), основатель французской королевской династии Бурбонов.
- Григорий XV — папа римский с 9 февраля 1621 г. по 8 июля 1623 г.
- Карл IX — предпоследний король Франции из династии Валуа, с 5 декабря 1560 года. Сын короля Генриха II и Екатерины Медичи.
- Матвей — король Германии (римский король) с 1612 года, император Священной Римской империи, эрцгерцог Австрийский с 20 января 1612 года (замещал императора Рудольфа II с 1593 года), король Венгрии (под именем Матяш II), король Богемии (под именем Матиас II), из династии Габсбургов.
- Непер, Джон — шотландский математик, один из изобретателей логарифмов, первый публикатор логарифмических таблиц.
- Павел V — папа римский с 16 мая 1605 по 28 января 1621.
- Рудольф II — король Германии (римский король) с 27 октября 1575 по 2 ноября 1576 года, избран императором Священной Римской империи с 2 ноября 1576 года (в последние годы фактически лишён власти), король Богемии с 6 сентября 1575 по 23 мая 1611 года (под именем Рудольф II, коронация 22 сентября 1575 года), король Венгрии с 25 сентября 1572 по 25 июня 1608 года, эрцгерцог Австрийский с 12 октября 1576 года (под именем Рудольф V). Сын и преемник Максимилиана II.
- Фёдор I Иоаннович — царь всея Руси и великий князь Московский с 18 марта 1584 года, третий сын Ивана IV Грозного и царицы Анастасии Романовны, последний представитель московской ветви династии Рюриковичей.

## Скончались

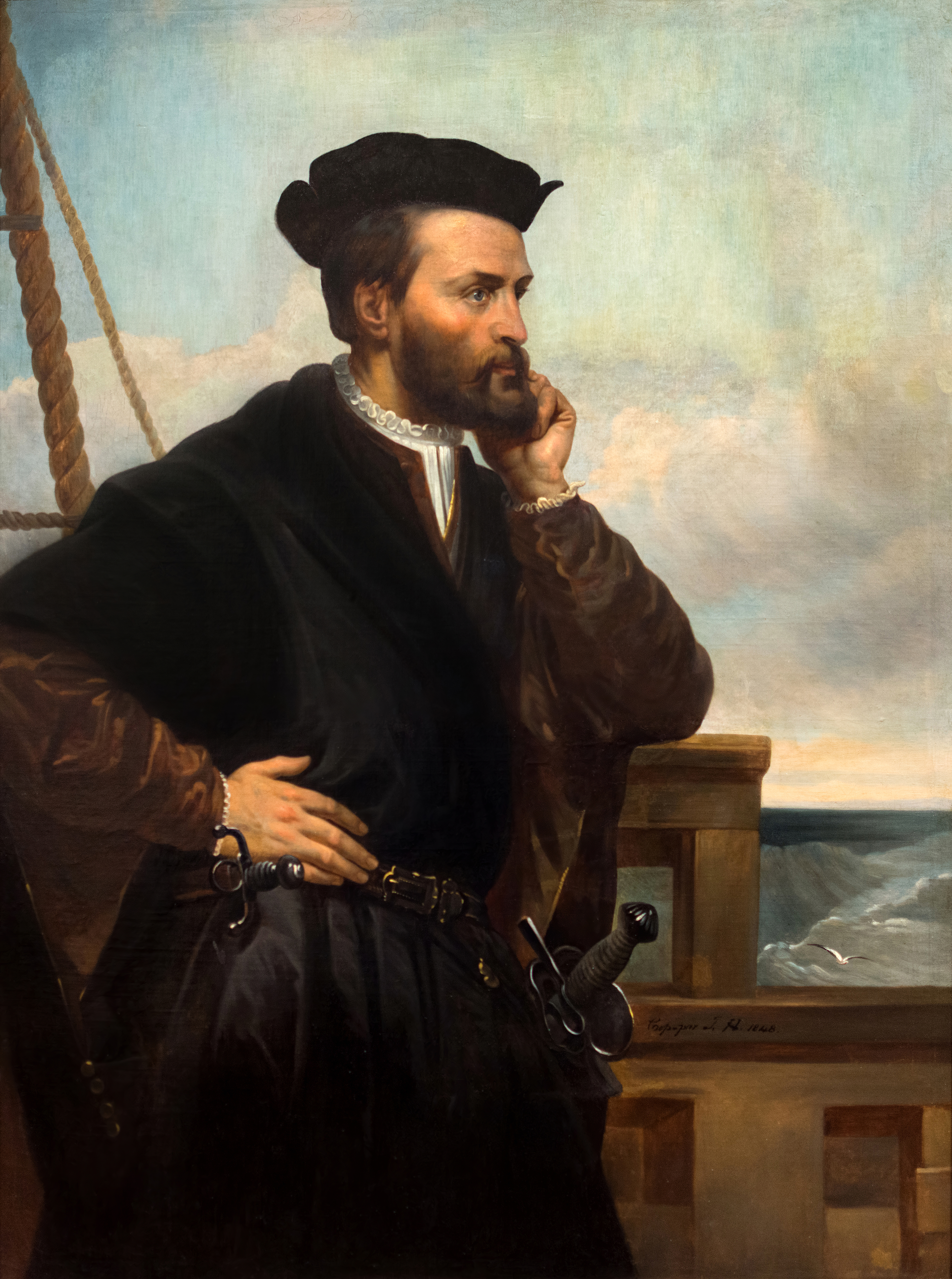
Жак Картье

- Генрих II — король Франции с 31 марта 1547 года, второй сын Франциска I от брака с Клод Французской, дочерью Людовика XII, из Ангулемской линии династии Валуа.
- Джейн Грей — королева Англии с 10 июля 1553 года по 19 июля 1553 года («королева на девять дней»). Казнена 12 февраля по обвинению в захвате власти.
- Игнатий де Лойола — католический святой, основатель Общества Иисуса (ордена иезуитов).
- Карл V — император Священной Римской Империи и король Испании.
- Картье, Жак — французский мореплаватель, который положил начало французской колонизации Северной Америки.
- Мария Тюдор — королева Англии с 1553, старшая дочь Генриха VIII от брака с Екатериной Арагонской. Также известна как Мария Кровавая (или Кровавая Мэри, англ. Bloody Mary), Мария Католичка.
- Павел IV — папа римский с 23 мая 1555 по 18 августа 1559.
- Рабле, Франсуа — французский писатель, один из величайших европейских сатириков-гуманистов эпохи Ренессанса, автор романа «Гаргантюа и Пантагрюэль».
- Франциск Ксаверий — христианский миссионер и сооснователь Общества Иисуса (ордена Иезуитов).
- Эдуард VI — король Англии и Ирландии с 28 января 1547, сын Генриха VIII.